# 妖馬伍傳奇
妖馬伍傳奇，為完形影視製作、於西安電影製片廠拍攝的木偶劇。該劇以中法戰爭後的臺灣為故事背景，2005年10月23日於臺灣公視主頻首播。

## 歷程

### 源起
妖馬伍傳奇源於1996年，以迄2012年左右，台灣電視媒體上曾出現過的「完形偶劇」風潮，其拍攝資金及技術來自台灣，集合了中國三省（山西、陝西、貴州）超過六十名之中國國家級演員，從無至有，打造出中國大陸真正完整的電視木偶劇產業鏈，之后經營團隊（包含「王偉忠」及「游正偉」）在山西孝義建立自有的「孝義完形攝影基地」，而后獲得郭台銘之投資，由郭台銘之子郭守正擔任董事長，改組成立「新完形影視」。「完形偶劇」並由郭守正正式更名，並注冊為「Ruppet」（致敬於美國吉姆漢森工作室所創造之Muppet ）。

### 特色
「妖馬伍傳奇」一劇是以中法戰爭後的臺灣為故事背景、為陳水扁執政後，中華民國公共電視首次嚐試台灣本土題材的偶劇（為此放棄了經營多年的「坷垃傳奇」），本劇主角是巡撫劉銘傳身邊五名虛構少年，為對抗日本帝國情報組織（和善堂）之侵略，該劇中並出現法國大盜亞森羅蘋和英國偵探福爾摩斯，是為接近奇幻架空型式之（偽）歷史劇。
故事的最終，亞森羅蘋查覺了日本間諜組織的利用，棄暗投明，在妖馬伍（五個台灣小孩）的幫助下，与福爾摩斯共同合作，打敗了日本帝國侵略台灣的陰謀。
本劇由完形影視製作、全部於西安電影製片廠拍攝，也是「完形偶劇」最后一次在陝西境內制作，之后全部制作團隊移往山西，該劇共有雙版本，台版為20集，大陸版為40集，2005年10月23日於臺灣公視主頻首播，並於2006年7月10日起在中國中央電視臺少兒頻道播出。在海峽兩岸都創下極高的收視率及口碑。
2012年后，因政治因素，台灣和大陸文化交流活動漸驅沉寂，近年已不見該公司再有偶劇生產。

## 製作
- 製作人：游正偉
- 導演：竣閎
- 故事：游正偉
- 編劇：游正偉[1]、麥田
- 木偶設計：王春勝、王茂偉[5]
- 木偶操作：孝義皮影木偶劇團[5]、陝西民間藝術劇院、貴州木偶劇團
- 攝影：李寧
- 美術：竇錚
- 剪輯：許月蘭
- 拍攝：西安電影製片廠

## 出處
1. 1 2  游正偉, , 公共電視, 2005  [2019-11-23], （原始内容存档于2019-11-23）
2. 1 2  , 大紀元時報, 2005-10-19  [2019-11-23], （原始内容存档于2020-04-09）
3. ↑  張文輝, , 西安晚報, 2004-12-14
4. ↑  , 央視國際, 2006-07-11  [2019-11-23], （原始内容存档于2020-04-09）
5. 1 2  喬慧, , 人民網, 2018-05-24  [2019-11-23], （原始内容存档于2020-04-09）

## 外部連結
- 妖馬伍傳奇公視官方網站（页面存档备份，存于）
- 互联网电影数据库（IMDb）上《妖馬伍傳奇》的资料（英文）
- 豆瓣电影上《妖馬伍傳奇》的資料 （简体中文）